# Bi sắt

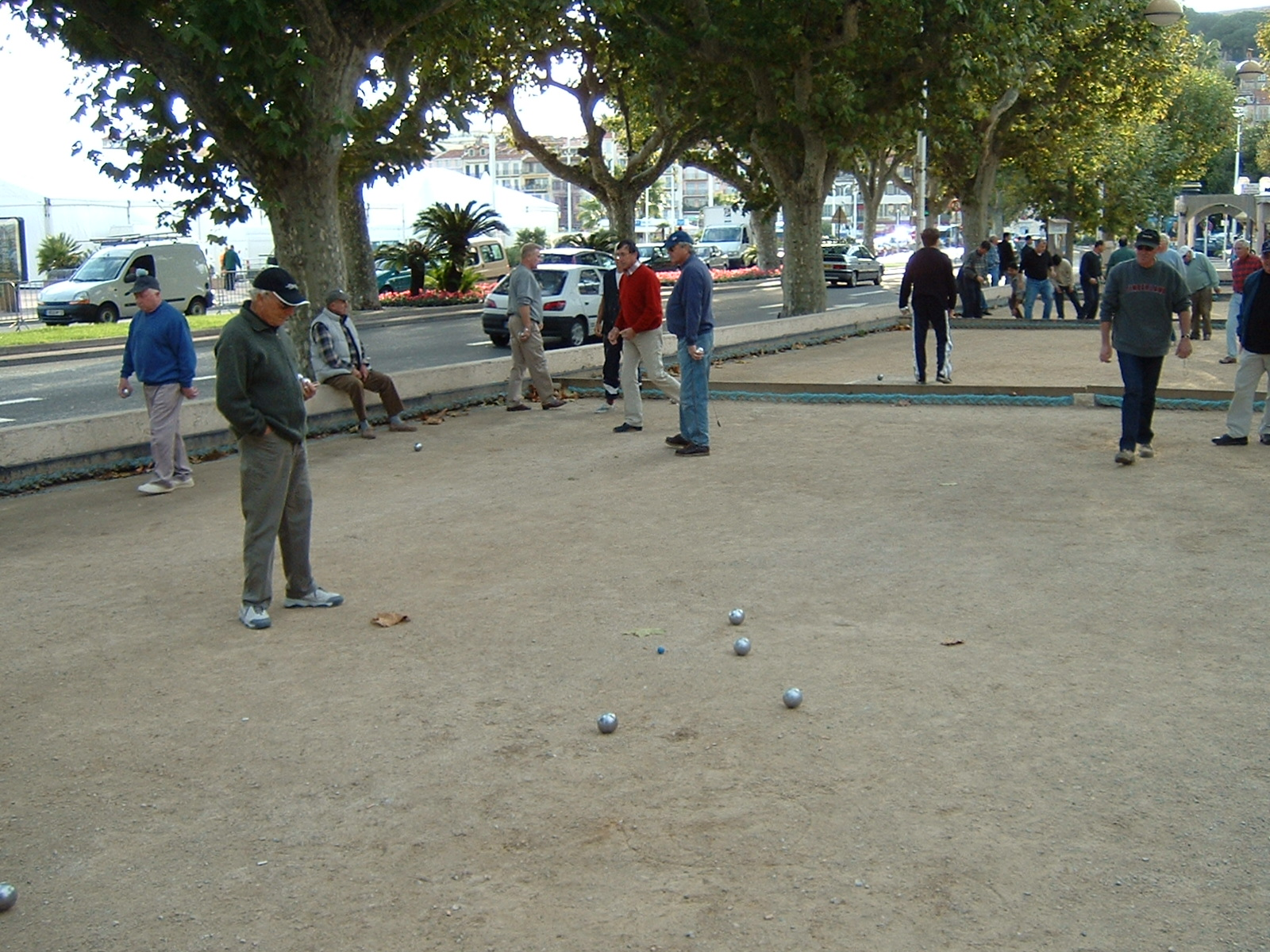
Những người đang chơi bi sắt

Môn bi sắt (tên gọi quốc tế là pétanque) đã ra đời và phát triển từ rất xa xưa và được nhiều người yêu thích. Những người cùng chơi đứng trong vòng tròn có đường kính từ 35 cm đến 50 cm, vòng tròn này phải nằm cách đường biên cuối sân và biên ngang 1m.

## Lịch sử ra đời

### Trên thế giới
Bi sắt được ghi nhận đã xuất hiện từ năm 9000 trước Công nguyên khi một bộ viên bi bằng đá và viên đích được tìm thấy ở Thổ Nhĩ Kỳ. Một bộ khác cũng được tìm thấy trong một ngôi mộ cổ Ai Cập 7000 năm trước Công nguyên. Vào thế kỷ XVII, giới thương lưu Pháp phổ biến môn thể thao này thành của họ và vua Louis XVI đã đưa ra luật chơi môn này với 14 điểm. Thời Napoleon, quân Pháp đã sử dụng đạn pháo để chơi bi sắt.
Bi sắt hiện đại ra đời vào năm 1907 tại Ciotat, Vùng Provence miền Nam nước Pháp. Sau đó môn thể thao này lan rộng đến các nước Tây Âu cũng như tất cả thuộc địa của Pháp tại Châu Phi, nam Thái Bình Dương. Trong hơn một thập kỷ qua, ở một số nước Đông Âu, ở các nước Đông Âu và châu Á đặc biệt là Thái Lan, Việt Nam, Campuchia, Lào, Nhật Bản, Singapo, có nhiều người chơi môn này.

### Tại Việt Nam
Tại Việt Nam, thời gian qua số người chơi bi sắt tập trung chủ yếu ở Thành phố Hồ Chí Minh, Sóc Trăng, Vũng Tàu. Tại Sea Games 22, môn này cũng được đưa vào chương trình thi đấu và thành phần đội tuyển Việt Nam cũng đến từ các địa phương trên. Đội tuyển thể thao Việt tham gia thi đấu môn này lần đầu tiên tại Sea Games 21.
Tháng 5 năm 2007, Sở Thể dục Thể thao Hà Nội, bộ môn bi sắt Uỷ ban Thể dục Thể thao (nay là Bộ Văn hoá, Thể thao và Du lịch) đã tổ chức giải bi sắt toàn quốc. Có 112 vận động viên tham dự, đến từ 10 địa phương gồm: Thành phố Hồ Chí Minh, Đồng Tháp, Sóc Trăng, Vũng Tàu, Đồng Nai, Bình Dương, Trà Vinh, Yên Bái, Nghệ An và đội chủ nhà Hà Nội.
Giải vô địch bi sắt thế giới được tổ chức lần đầu tiên vào năm 1959, những giải vô địch gần đây được tổ chức ở Faro-Bồ Đào Nha (2000), Monaco-Pháp (2001), Grenoble-Pháp (2002, 2004 và 2006), Geneva-Thụy Sĩ (2003), Brussels-Bỉ (2005), và Pattaya-Thái Lan (2007. Có 52 đội từ 50 nước tham dự giải năm 2007.

## Luật chơi

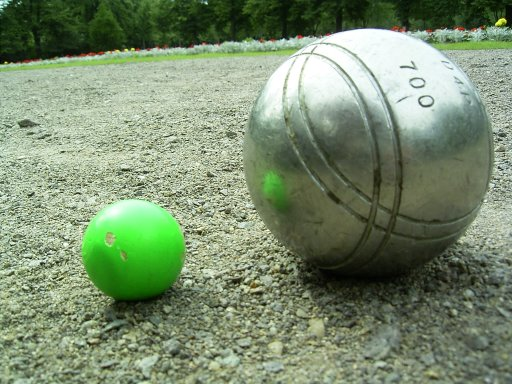
Viên bi điểm màu xanh (jack) và bi sắt

Mỗi đội chơi có thể là một, hai hoặc đội ba vận động viên. Đội chơi có một và hai vận động viên mỗi người cầm ba viên bi sắt, đội chơi có ba vận động viên mỗi người cầm hai viên bi sắt.
Bi sắt thường được tổ chức trên ba loại sân khác nhau, gồm: Sân đất nện, sân đất nện có rải đá dăm và sân đất nện rải đá dăm (1 x 2) - loại sân thi đấu khó nhất và đây cũng là sân Việt Nam sử dụng thi đấu cho Sea Games 22 ở Kỳ Hoà. Kích thước sân cho các trận thi đấu quốc gia và quốc tế: rộng 4m x dài 15m; các trận đấu khác không được nhỏ hơn 12m x 3m.
Trọng lượng viên bi từ 650g đến 800g, có đường kính từ 7,05 cm đến 8,0 cm.
Bi điểm (jack) được làm từ gỗ hoặc chất liệu tổng hợp có đường kính từ 25–35 mm
Sau khi bốc thăm, một đội (hoặc một đối thủ) sẽ được cầm viên bi điểm nhỏ ném trước, người chơi phải đứng trong vòng tròn có đường kính từ 35 cm đến 50 cm, vòng tròn này phải nằm cách đường biên cuối sân và biên ngang 1m.
Bi điểm được xem là hợp lệ khi nằm cách xa vòng tròn từ 6m đến 10 m và cách hai biên dọc 1m. Sau khi đối thủ ném viên bi điểm về phía trước, vận động viên còn lại có nhiệm vụ đầu tiên là bo (hay còn gọi là lăn) viên bi của mình sao cho gần viên bi điểm.
Khi bo viên bi gần viên bi điểm nhất, người đó được xem là thắng đối phương. Người còn lại có nhiệm vụ bắt viên bi của đối phương đi nơi khác. Mỗi người được phát ba viên bi để bo. Nếu bo đi hết cả ba viên thì ai có viên bi gần với bi điểm nhất được công nhận là thắng điểm.
Các trận đấu thi đấu đến 13 điểm.
Trung bình ở mỗi ván đấu, vận động viên đi lại từ 8 đến 15 km, nên không phải là nhàn hạ như thoạt trông qua.

### Liên đoàn Bi sắt của các quốc gia và các thành viên củaF.I.P.J.PLưu trữngày 24 tháng 1 năm 2010 tạiWayback Machine(sắp xếp theo châu lục)

#### Châu Phi
- Fédération Sénégalaise de Sports de Boules
- Fédération Tunisienne de boules et de petanque

#### Bắc Mỹ
- Detroit Petanque Club (Detroit, Michigan, USA) Lưu trữ ngày 16 tháng 9 năm 2008 tại Wayback Machine
- Fédération Canadienne de Pétanque Inc (Canada)
- Federation of Pétanque * USA
- Michigan Petanque Club (Detroit, Michigan, USA)

#### Châu Á
- Asian Petanque and Sports Boules Confederation
- Fédération des Clubs de Pétanque d'Israël
- Japan Petanque Boules Union
- Petanque Association of Thailand
- Sports Boules Singapore

#### Châu Âu
- Belarus Petanque Federation (Belarus)
- British Pétanque Website (Mike Pegg)
- Ceska Asociace Petanque Klubu (Czech Républic)
- Confédération Européenne de Pétanque (CEP)
- Dansk Petanque Forbund (Danemark)
- Deutscher Petanque Verband (Germany)
- DGI petanque - Danish Gymnastics and Sports Associations  (Danemark)
- Eesti Petanque'i Klubide Liit (Estonia)
- English Petanque Association (England)
- Federación Española de Petanca (Tây Ban Nha)
- Fédération Française de Pétanque & Jeu Provençal (France) Lưu trữ ngày 11 tháng 6 năm 2008 tại Wayback Machine
- Fédération Russe de Pétanque (Russia)
- Fédération Suisse de Pétanque(Switzerland)
- Federazione Italiana Bocce (Italy)
- Irish Petanque Association (Ireland) Lưu trữ ngày 9 tháng 2 năm 2007 tại Wayback Machine
- Magyar Pétanque Szövetség (Hungary)
- Nederlandse Jeu de Boules Bond (The Netherlands)
- Norges Petanqueforbund (Norway)
- Österreichischer Pétanque Verband (Austria)
- Petanque Federatie Vlaanderen (Belgium - Flanders)
- Polska Federacja Pétanque (Poland)
- Scottish Petanque Association (Scotland)
- Suomen Petanque-Liitto (Finland)
- Svenska Bouleförbundet (Sweden)
- Welsh Petanque Association (Wales / Cymru)
- Zveza društev petanke Slovenije (Slovenia)

#### Châu Đại Dương
- New Zealand Pétanque Association (New Zealand)
- Petanque Australia (Australia) Lưu trữ ngày 23 tháng 7 năm 2008 tại Wayback Machine

#### Các câu lạc bộ của Vương quốc Anh
- Brighton & Hove Pétanque Club Lưu trữ ngày 5 tháng 12 năm 2008 tại Wayback Machine
- British Pétanque Website (Mike Pegg)[liên kết hỏng]
- Crondall Petanque Club
- Harrow Petanque Club, Harrow Lưu trữ ngày 24 tháng 7 năm 2008 tại Wayback Machine
- Hartley Petanque Club, Kent Lưu trữ ngày 17 tháng 3 năm 2011 tại Wayback Machine
- Inverleith Petanque Club, Edinburgh Lưu trữ ngày 30 tháng 5 năm 2008 tại Wayback Machine